# Forteresse de Zvornik
La forteresse de Zvornik se trouve en Bosnie-Herzégovine, sur le territoire de la ville de Zvornik et dans la municipalité de Zvornik. Elle remonte pour l'essentiel au Moyen Âge et à la période ottomane et est inscrite sur la liste des monuments nationaux de Bosnie-Herzégovine.

## Localisation

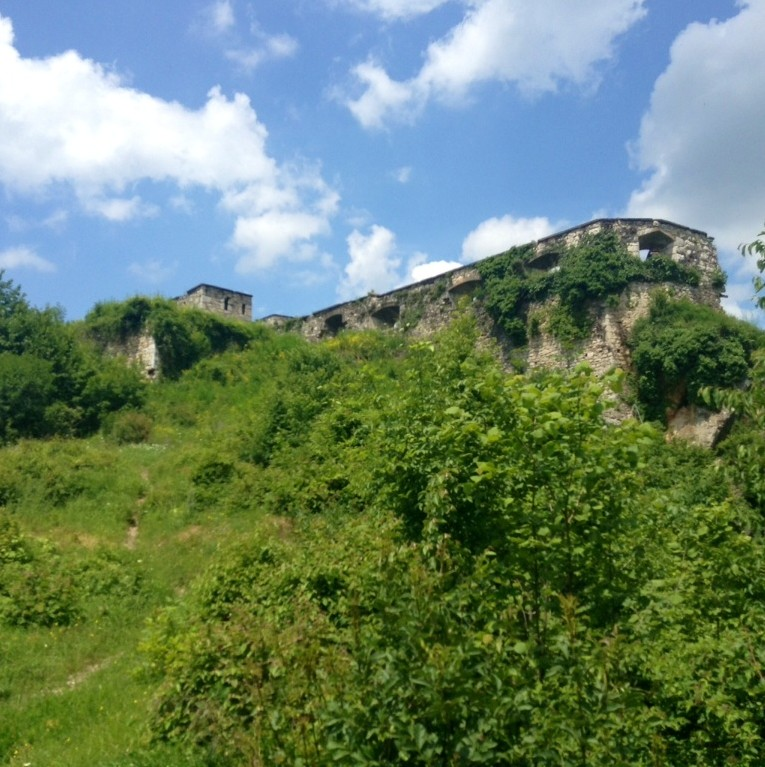
Autre vue de la forteresse

## Description

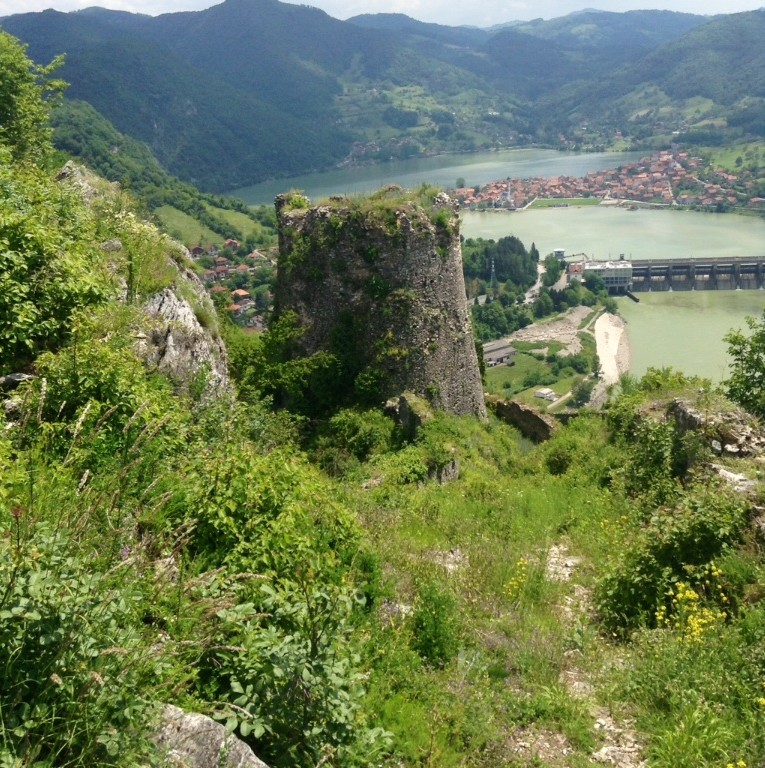
Une tour de la forteresse